# Djora
Djora est une commune rurale située dans le département de Gayéri de la province de la Komondjari dans la région de l'Est au Burkina Faso.

## Géographie
Djora est situé à environ 23 km au Nord de Gayéri, le chef-lieu du département, et à 10 km au Sud-Ouest de Gamboudéni.

## Santé et éducation
Le centre de soins le plus proche de Djora est le centre de santé et de promotion sociale (CSPS) de Gamboudéni.